# Malovnîce (Oleksiivka), Kirovohrad
Malovnîce (în ucraineană Мальовниче) este un sat în comuna Oleksiivka din raionul Kirovohrad, regiunea Kirovohrad, Ucraina.

## Demografie
Componența lingvistică a localității Malovnîce
     Ucraineană (92,59%)
     Rusă (7,41%)
Conform recensământului din 2001, majoritatea populației localității Malovnîce era vorbitoare de ucraineană (92,59%), existând în minoritate și vorbitori de rusă (7,41%).